# East (rappeur)
Pour les articles homonymes, voir East.
East, de son vrai nom Olivier Kponton, né le 15 décembre 1969 à Paris et mort le 3 février 1996 dans la même ville, est un rappeur français. Actif au début des années 1990, le MC meurt lors d'un accident de scooter sur le chemin de Radio Nova. Pendant sa courte carrière, East s'associe avec des groupes comme Alliance Ethnik, IAM et La Cliqua, et des artistes comme Cut Killer et Dee Nasty. 

## Biographie

### Années d'activité (1990-1996)
East publie son premier maxi 45 tours en 1990, intitulé Le rap, ça tape, en featuring avec Reef-T. Il rencontre Cut Killer aux alentours de 1990–1991 ; ils forment ensemble un duo passionné de basketball et de rap. Il fait par la suite les premières parties d'Alliance Ethnik en 1991, et d'IAM pour Le dragon s'éveille Tour en 1993. En 1993, avec Cut Killer, il apparaît en tant que figurant dans le film Métisse,. Il participe également avec sa chanson Here We Come sur l'album Deenastyle de Dee Nasty, publié en 1994. Dans un premier temps, East rappe uniquement en anglais, ne rappant que quelque temps après en français. Il appartient à l'époque au groupe TOP (pour « Type Original de Poètes » ou "The Old Paris"), son groupe de graffiti étant le TCS ("The Criminal Syndicat" (bien que le terme "Terrific Criminal Squad" était aussi utilisé) avec entre autres Veas et Eros). En 1995, il fonde le label Double H. « Double H concept s’est monté avec East, on voulait monter notre Assos Double H, un jour il a fait un texte, j’avais compris quasiment tout le texte, mais je ne comprenais pas le “double H” : il me dit “mais t’es bêtes ou quoi c’est Hip-Hop », explique Cut Killer. Il commence à animer ensuite la même année le Cut Killer Show sur Radio Nova. Cut Killer parvient plus tard à convaincre East de rapper exclusivement en français. Son dernier titre en anglais sera dans l'EP A finest fusion of black tempo. Peu avant sa mort, East préparait son premier album solo, qui ne sortira finalement jamais et sera inachevé.

### Décès et postérité
East meurt le 3 février 1996 dans le 10e arrondissement de Paris dans un accident de scooter pendant qu'il se rendait à Radio Nova pour le Cut Killer Show. En raison de la pluie, la chaussée était glissante. L'un de ses amis explique : « Apparemment, il n'allait pas vite, il a perdu le contrôle de son scooter et en glissant, son thorax est allé frapper une de ces barres de protection piétons qui empêchent de se garer. »
Selon Fabe : « La disparition de East est d’autant plus tragique qu’elle apparaît à un moment crucial de sa carrière. Ses proches sont naturellement frustrés de l’avoir perdu, mais ils réalisent aussi que East n’a laissé derrière lui aucune trace discographique qui mette en valeur l’ampleur de son talent. Partant de ce constat, Cut Killer décide d‘agir, pour faire honneur à l‘œuvre de son ami. » Cela explique par ailleurs que certaines collaborations soient virtuelles, son ami Cut Killer ayant placé ses acapellas sur les morceaux en question. « Olivier était mon alter égo », explique Cut Killer. Ce dernier produit en son hommage le maxi intitulé Eastwoo, sorti début 1997, rassemblant plusieurs de ses collaborations avec Fabe, IAM, La Cliqua, et Eros (du groupe TOP).
La fin 1997 voit l’apparition d'East sur l'un des plus connus albums du rap français : L’école du micro d’argent d'IAM. Le rappeur est présent de manière virtuelle sur le titre L’Enfer en compagnie d’Akhenaton, Shurik’N et Fabe. Mais bien que sa présence soit ici virtuelle, East avait vraiment été convié à poser son couplet sur l’album d’IAM. Il était attendu à Marseille pour le lundi 5 février 1996, soit 2 jours après sa mort. IAM voulant absolument qu'East soit présent sur leur album, Cut Killer leur a remis un de ses freestyles a cappella qu'il avait fait sur Radio Nova dans les années 90,.
Tous les ans depuis 1997, Cut Killer ne manque pas de rendre hommage à son ami tragiquement disparu en réalisant un mix spécial des titres de East dans un des Cut Killer Show du mois de Février. En 2000, le Cut Killer Show quitte Radio Nova pour aller s'installer dans les locaux de Skyrock. Cut Killer obtient en même temps une nouvelle émission baptisée Bumrush Show, dans laquelle il ne manque pas de jouer des titres à la mémoire de son ami. La même année, Cut Killer décide de mettre en place une nouvelle branche dans le label Double H, afin de distinguer la production de compilations de celle d'albums. En guise de clin d’œil, il crée alors Eastory Productions, label qui désignera désormais toute compilation sortie chez Double H.
En 2003, East est présent sur la compilation HH classics dans un interlude inédit où il rappe en français et en anglais. En 2005, un morceau inédit datant de 1995 intitulé Straight from the Underground, est ajouté en bonus du DVD Cut Killer Show. En 2016, une nouvelle version remixée de son titre Straight from the Underground est publiée.
L'Abcdr du son place en 58e place de son top 100 des classiques du rap français le morceau L'Enfer d'IAM, sur lequel East apparaît de manière virtuelle (Fabe est également présent sur ce morceau). Selon Fabe, « Olivier Kponton nous a prouvé que l’amour que l’on porte à ses proches et à la musique, peut rendre immortel. Car ceux qu’il a aimé n’hésitent pas aujourd’hui à lui rendre hommage, à porter toujours plus haut les fruits de sa passion, et faire honneur à ce nom qu’il s’était donné… » En 2017, lors d'un concert à l'Accorhotels Arena, IAM rend hommage à East lors de l'interprétation live de L'Enfer.

## Discographie

### EP
- 1990 : Le rap, ça tape (avec Reef T)
- 1997 : Eastwoo

### Collaborations et hommages
- 1990 : East & Reef-T - Le rap, ça tape
- 1994 : East & Fabe - Freestyle (sur la Mixtape 5 de Cut Killer)
- 1994 : East & Sage Po - Freestyle (sur la Mixtape 7 spéciale Sage Po de Cut Killer)
- 1994 : East & Dee Nasty - Here We Come (sur l'album Deenastyle de Dee Nasty)
- 1994 : East - I Told Ya (sur le maxi Yellow Productions : A Finest Fusion of Black Tempo)
- 1995 : East - Freestyle (sur la mixtape Duke Flava 100 % Freestyle de DJ Duke)
- 1995 : East, Eros & Aro (Top) - Freestyle (sur la mixtape Special Freestyle de Cut Killer)
- 1995 : East & La Cliqua - Freestyle (sur la mixtape 11 special La Cliqua de Cut Killer)
- 1995 : East, Booba, Driver, Danny Dan & Zoxea - Freestyle (sur la mixtape 13 spéciale Lunatic de Cut Killer)
- 1995 : East & Fabe - Freestyle (sur la mixtape 14 spécial rap français de Cut Killer)
- 1997 : IAM feat. East et Fabe - L'enfer (sur l'album L'école du micro d'argent d'IAM)
- 1997 : East & IAM - Les Experts (sur le maxi Eastwoo)
- 1997 : East & Fabe - Les Mots Vrais (sur le maxi Eastwoo)
- 1997 : East & Daddy Lord C. & Kohndo - On se retrouvera (sur le maxi Eastwoo)
- 1997 : East & Eros - Du bon côté (sur le maxi Eastwoo)
- 2003 : East - Bundle O Jazz - Outro (sur la compilation HH Classic)
- 2005 : East - Straight from the Underground (sur le CD bonus du DVD du Cut Killer Show)
- 2016 : East - Straight from the Underground (Remix)